# Limite ultrarelativistico

Grafico del fattore di Lorentz in funzione della velocità. Si può notare come già con la velocità sia paragonabile a quella della luce.

In fisica, una particella è detta ultrarelativistica quando la sua velocità è molto vicina alla velocità della luce c.
L'espressione per l'energia relativistica di una particella con massa a riposo m e quantità di moto p è data da
{\displaystyle E^{2}=m^{2}c^{4}+p^{2}c^{2}.}
L'energia di una particella ultrarelativistica è quasi completamente dovuta alla sua quantità di moto ({\displaystyle pc\gg mc^{2}}), pertanto può essere approssimata da E = pc.  Questo risultato si può ottenere tenendo la massa fissata e aumentando di molto p (il caso solito); oppure si può tenere l'energia fissata e considerare la massa trascurabile.  Il secondo si usa per derivare le orbite di particelle con massa nulla come il fotone da quelle delle particelle massive (cfr. problema di Keplero nella relatività generale).
In generale, il limite ultrarelativistico di un'espressione è l'espressione semplificata che viene assumendo {\displaystyle pc\gg mc^{2}}. O, similmente, è il limite per il fattore di Lorentz molto grande:
{\displaystyle \gamma ={\frac {1}{\sqrt {1-{\frac {v^{2}}{c^{2}}}}}}\gg 1}

## Espressione con il valore della massa
Anche se è possibile usare l'approssimazione {\displaystyle E=pc}, questo ignora tutte le informazioni sulla massa. In alcuni casi, anche con {\displaystyle p\gg m}, la massa non può essere ignorata, come nella derivazione dell'oscillazione del neutrino. 
Un modo semplice per tenere l'informazione sulla massa è usare una serie di Taylor piuttosto che un semplice limite. 
La seguente derivazione assume {\displaystyle c=1} (e il limite ultrarelativistico {\displaystyle pc\gg mc^{2}}). 
Senza perdita di generalità, lo stesso può essere dimostrato includendo i termini con  {\displaystyle c}.
- {\displaystyle E=(p^{2}+m^{2})^{1/2}}
- {\displaystyle E=p\left(1+{\frac {m^{2}}{p^{2}}}\right)^{1/2}}

La generica espressione {\displaystyle (1+x)^{1/2}} può essere sviluppata con Taylor, ottenendo:
- {\displaystyle (1+x^{2})^{1/2}=1+{\frac {x^{2}}{2}}-{\frac {x^{4}}{8}}+\cdots }

Usando solo i primi due termini, questa può sostituita nella espressione sopra (con {\displaystyle {\frac {m}{p}}} come {\displaystyle x}), come:
{\displaystyle {\begin{aligned}E&=p\left(1+{\frac {m^{2}}{2p^{2}}}\right)\\&=p+{\frac {m^{2}}{2p}}\end{aligned}}}

## Approssimazioni ultrarelativistiche
Sotto ci sono alcune approssimazioni ultrarelativistiche in unità con c = 1. La rapidità si indica con φ:
- {\displaystyle 1-v\approx {\frac {1}{2\gamma ^{2}}}}
- {\displaystyle E-p=E(1-v)\approx {\frac {m^{2}}{2E}}={\frac {m}{2\gamma }}}
- {\displaystyle \varphi \approx \ln(2\gamma )}
- Moto con accelerazione propria costante: {\displaystyle d\approx e^{a\tau }/(2a)}, dove d è la distanza percorsa, {\displaystyle a={\frac {d\varphi }{d\tau }}}è l'accelerazione propria (con {\displaystyle a\tau \gg 1}), τ è il tempo proprio, e lo spostamento comincia da riposo e senza cambiare la direzione dell'accelerazione.
- Urto con un bersaglio fisso con moto ultrarelativistico del centro di massa: {\displaystyle E_{\text{CM}}={\sqrt {2E_{1}E_{2}}}}dove E1 e E2 sono rispettivamente le energie della particella e del bersaglio (so {\displaystyle E_{1}\gg E_{2}}), e {\displaystyle E_{\text{CM}}}è l'energia nel sistema di riferimento del centro di massa.

## Precisione dell'approssimazione
Per i calcoli dell'energia di una particella, l'errore relativo del limite ultrarelativistico con velocità v = 0.95c è circa il 10%, e con v = 0.99c è solo il 2%.  Per le particelle come i neutrini, i quali γ (fattore di Lorentz) di solito sono sopra {\displaystyle 10^{6}} (quindi v è praticamente indistinguibile da c), l'approssimazione è essenzialmente esatta. 

## Altri limiti
Il caso opposto ({\displaystyle pc\ll mc^{2}}) è la cosiddetta particella classica, che ha una velocità molto minore di c e quindi la sua energia può essere approssimata con
{\displaystyle E=mc^{2}+{\frac {p^{2}}{2m}}}